# Serendibia samhaensis
Serendibia samhaensis es una especie de crustáceo isópodo terrestre de la familia Philosciidae.

## Distribución geográfica
Es endémica de Samhah (archipiélago de Socotra).